# 軍政府
軍政府（英語：Military Junta，或，發音： /ˈhʊntə/ 或 /ˈdʒʌntə/），又稱軍事專政政府，指一個國家的政治權力由軍隊所擁有的政府。通常由軍人組成軍事委員會或军事执政团來控制政府、行使治權，且由軍人擔任大多政府部門要職。是一種以委員會制進行寡頭統治的政治制度。
軍政府主要特點是實施軍事法律、宣布永久或暫時性緊急狀態。
軍政府一般由軍事政變建立，軍政府國家通常都會走向軍事獨裁國家。

## 現由軍政府执政的國家
| 国家       | 前政体               | 至今时长  | 肇始事件 | 行政职务                                       | 国家领导人             |
| ---------- | -------------------- | --------- | --- | ---------------------------------------------- | ---------------------- |
| 緬甸       | 单一制议会制共和国   | 63年155天 | 1962年軍事政變奪權，1988年8888民主運動後再度奪權，2008年新憲法實施後，2011年交出部分權力予文人政府，保留國防和內政的權力。2021年2月1日，军方再次发动政变奪權，成立国家管理委员会。2025年7月31日，国家管理委员会解散，改设国家安全与和平委员会。 | 国家安全与和平委员会主席 缅甸总理 缅甸代理总统 | 敏昂莱                 |
| 苏丹       | 单一制半總統制共和国 | 36年215天 | 2019年4月11日蘇丹政變，推翻原政府，成立過渡軍事委員會。 | 过渡主权委员会主席 苏丹代理总统                | 阿卜杜勒·法塔赫·布尔汉 |
|            | 单一制半总统制共和国 | 4年350天  | 2020年，成立致敬人民全國委員會。 | 马里临时总统                                   | 阿西米·戈伊塔          |
| 几内亚     | 单一制总统制共和国   | 3年333天  | 2021年9月5日，几内亚叛军发动政变，扣押总统阿尔法·孔戴，解散几内亚政府，成立全国团结和发展委员会。 | 全国团结和发展委员会主席 几内亚代理总统        | 马马迪·敦布亚          |
| 布吉納法索 | 单一制半总统制共和国 | 3年193天  | 2022年1月23日，布基纳法索发生军事政变，成立保卫与复原爱国运动。2022年9月，再度发生军事政變。 | 保卫与复原爱国运动主席 布基纳法索代理总统      | 易卜拉欣·特拉奥雷      |
| 尼日尔     | 单一制半总统制共和国 | 2年9天    | 2023年7月26日，尼日爾總統衛隊发动政变，推翻政府并軟禁總統穆罕默德·巴祖姆於總統府內，成立國家國土保衛委員會。 | 國家國土保衛委員會主席 尼日尔过渡总统          | 阿卜杜拉赫曼·奇亚尼    |

## 歷史上的軍政府國家或地區

### 亞洲
- 中华民国的軍政時期從1913年成立的北洋政府起，包括1917年中国南方成立的廣州軍政府，直到國民政府在1928年國民革命軍北伐才結束，1932年因抗日戰爭，恢復設立軍事委員會。以國民政府軍事委員會進行統治至1946年結束。
- 中华人民共和国在建國初期也採取過類似的手段肅清在大陸的國民政府的殘餘力量且支援朝鮮戰爭，而後在將權利轉移至各地已組建起的各級政府；在文化大革命時期，應中央至各地的政府機關遭紅衛兵衝擊奪權陷入癱瘓狀態，而再次組建軍事管制以維持部分國家機關的正常運轉及社會基本秩序。
- 台湾的军政时期从二戰前的日本殖民統治時期（1895至1919年;1940至1945年）
- 韓國陸軍少將朴正熙在1961年設立的國家重建最高會議，及陸軍保安司令官全斗煥少將在1980年設立的國家保衛非常對策委員會。
- 泰國軍方於1976年創建的國家行政改革委員會、1991年泰國政變成立的全国维持和平委员会（英语：National Peace Keeping Council）、2006年泰國政變成立的國家安全委員會（英语：Council for National Security）與2014年泰國政變成立的全国维持和平秩序委员会。
- 緬甸聯邦在1988年由大將蘇貌成立的國家恢復法律和秩序委員會，1997年由大將丹瑞改組為国家和平与发展委员会執政至2011年。
- 孟加拉總統齊亞·拉赫曼和侯賽因·穆罕默德·艾爾沙德的軍政府。
- 印尼1966年至1998年由總統蘇哈托領導專業集團黨執政的新秩序時期。

### 美洲
- 巴西1930年（英语：Brazilian military junta of 1930）與1969年成立的軍政府（英语：Brazilian military junta of 1969）
- 秘魯的1962年軍政府（英语：1962 Peruvian coup d'état）、1968-80年軍政府時期（英语：Peruvian Military Junta of 1968-1980）、1989年藤森謙也的綠色計畫（英语：Plan Verde）
- 阿根廷1966年政變（英语：Argentine Revolution）成立的軍政府和1976年到1983年的國家重組進程委員會
- 委內瑞拉1948年至1958年的軍事獨裁時期（英语：Military dictatorship in Venezuela）
- 玻利維亞的1970–82年玻利維亞軍政府（英语：Bolivian military juntas of 1970–82）
- 智利1973年的軍政府
- 哥倫比亞1957年至1958年間的軍政府
- 薩爾瓦多1931年政變上台的公民指南軍政府（英语：Civic Directory）、1960年的政府軍政府（英语：Junta of Government (El Salvador)）、1961年至1962年的公民軍事指南軍政府（英语：Civic-Military Directory）、1979年至1982年的革命執政委員會（英语：Revolutionary Government Junta of El Salvador）
- 瓜地馬拉1954年政變上台的軍政府
- 海地1991年政變（英语：1991 Haitian coup d'état）上台的軍政府
- 尼加拉瓜1979年成立的國家重建軍政府

### 歐洲
- 保加利亞1934年政變（英语：1934 Bulgarian coup d'état）上台的軍政府。
- 希臘軍政府
- 全國獨裁（葡萄牙）
- 葡萄牙1974年至1975年的救國軍政府
- 波蘭的救國軍事會議
- 土耳其1960年政變後成立的全国团结委员会和1980年政變（英语：1980 Turkish coup d'état）後成立的國家安全委員會（英语：National Security Council (Turkey, 1980)）
- 喬治亞1992年的軍事委員會（英语：Military Council (Georgia)）

### 非洲
- 利比亞的革命指導委員會（英语：Libyan Revolutionary Command Council）
- 奈及利亞的軍事獨裁時期（英语：Military dictatorship in Nigeria）
- 賴比瑞亞1980年—1984年的人民拯救委員會（英语：People's Redemption Council）
- 衣索比亞的社會主義衣索比亞臨時軍政府「德爾格」
- 幾內亞2008年—2010年的全国民主与发展委员会（英语：National Council for Democracy and Development）
- 埃及2011年—2012年的武裝部隊最高委員會（英语：Supreme Council of the Armed Forces）
- 加蓬2023年—2025年的机构过渡和恢复委员会

### 大洋洲
- 斐濟2006年—2014年由弗兰克·姆拜尼马拉马領導的軍政府

## 词源
西班牙語：，原義是指委員會（Committee），或是理事會（Board of directors），這個名詞最早源起於拿破崙時期的西班牙半島戰爭。在1809年至1811年間的拉丁美洲獨立戰爭（Spanish American wars of independence）中，南美各地軍閥，也組成來進行統治。於是形成了這個術語。